# A Pequena Sereia (trilha sonora)
The Little Mermaid: Original Walt Disney Records Soundtrack é uma trilha sonora do filme de animação de 1989 da Disney, A Pequena Sereia. As canções do filme foram escritas por Alan Menken e Howard Ashman, enquanto a instrumental foi composta por Menken. A instrumental foi orquestrada por Thomas Pasatieri. O álbum recebeu o Oscar de melhor canção original (por "Under the Sea") e o Globo de Ouro de melhor trilha sonora. A trilha sonora foi lançada pela primeira vez em 13 de outubro de 1989 pela Walt Disney Records nos formatos de CD e fita cassete.
Até fevereiro de 2007, o álbum foi certificado 6x Platina pela RIAA. Em 2010, a Rhapsody nomeou a trilha como a melhor da Disney/Pixar de todos os tempos.

## Lista de faixas
Todas as letras escritas por Howard Ashman, todas as músicas compostas por Alan Menken.
| N.º            | Título                              | Interpretada por                  | Duração |  |
| 1.             | "Fathoms Below"                     | Ship's Chorus                     | 1:41    |  |
| 2.             | "Main Titles" (Score)               |                                   | 1:26    |  |
| 3.             | "Fanfare" (Score)                   |                                   | 0:27    |  |
| 4.             | "Daughters of Triton"               | Kimmy Robertson, Caroline Vasicek | 0:38    |  |
| 5.             | "Part of Your World"                | Jodi Benson                       | 3:13    |  |
| 6.             | "Under the Sea"                     | Samuel E. Wright                  | 3:12    |  |
| 7.             | "Part of Your World" (Reprise)      | Jodi Benson                       | 2:15    |  |
| 8.             | "Poor Unfortunate Souls"            | Pat Carroll                       | 4:49    |  |
| 9.             | "Les Poissons"                      | René Auberjonois                  | 1:33    |  |
| 10.            | "Kiss the Girl"                     | Samuel E. Wright                  | 2:41    |  |
| 11.            | "Fireworks" (Score)                 |                                   | 0:38    |  |
| 12.            | "Jig" (Score)                       |                                   | 1:32    |  |
| 13.            | "The Storm" (Score)                 |                                   | 3:18    |  |
| 14.            | "Destruction of the Grotto" (Score) |                                   | 1:52    |  |
| 15.            | "Flotsam and Jetsam" (Score)        |                                   | 1:22    |  |
| 16.            | "Tour of the Kingdom" (Score)       |                                   | 1:24    |  |
| 17.            | "Bedtime" (Score)                   |                                   | 1:20    |  |
| 18.            | "Wedding Announcement" (Score)      |                                   | 2:16    |  |
| 19.            | "Eric to the Rescue" (Score)        |                                   | 3:40    |  |
| 20.            | "Happy Ending"                      | Disney Chorus                     | 3:11    |  |
| Duração total: | Duração total:                      | Duração total:                    | 43:18   |  |

| Faixas bônus da edição australiana |                      |                  |         |  |
| N.º                                | Título               | Interpretada por | Duração |  |
| 21.                                | "Part of Your World" | Alana De Roma    |         |  |

| The Music Behind the Magic box set |                                                       |                       |         |  |
| N.º                                | Título                                                | Interpretada por      | Duração |  |
| 1.                                 | "Fathoms Below/Main Title" (Demo)                     | Menken, Ashman        | 4:41    |  |
| 2.                                 | "Fathoms Below" (Final)                               | Ship's Chorus         | 1:41    |  |
| 3.                                 | "Main Title" (Final) (Score)                          |                       | 1:26    |  |
| 4.                                 | "Fanfare" (Final) (Score)                             |                       | 0:27    |  |
| 5.                                 | "Daughters of Triton"                                 | Robertson, Vasicek    | 0:38    |  |
| 6.                                 | "Part of Your World" (Work tape)                      | Menken, Ashman        | 0:45    |  |
| 7.                                 | "Part of Your World" (Demo)                           | Menken                | 0:49    |  |
| 8.                                 | "Part of Your World" (Final)                          | Benson                | 3:13    |  |
| 9.                                 | "Fireworks" (Final) (Score)                           |                       | 0:38    |  |
| 10.                                | "Jig" (Final) (Score)                                 |                       | 1:32    |  |
| 11.                                | "Under the Sea" (Work tape)                           | Menken, Ashman        | 1:20    |  |
| 12.                                | "Under the Sea" (Demo)                                | Ashman                | 2:34    |  |
| 13.                                | "Under the Sea" (Final)                               | Samuel E. Wright      | 3:12    |  |
| 14.                                | "Sebastian and Triton" (Final) (Score)                |                       | 1:43    |  |
| 15.                                | "Part of Your World" (Reprise) (Demo)                 | Menken                | 1:34    |  |
| 16.                                | "The Storm" (Final) (Score)                           |                       | 3:18    |  |
| 17.                                | "Part of Your World" (Reprise) (Final)                | Benson                | 2:15    |  |
| 18.                                | "Silence is Golden" (Demo)                            | Menken                | 2:37    |  |
| 19.                                | "Poor Unfortunate Souls" (Demo)                       | Ashman                | 5:07    |  |
| 20.                                | "Poor Unfortunate Souls" (Final)                      | Pat Carroll           | 4:49    |  |
| 21.                                | "Les Poissons" (Demo)                                 | Ashman                | 2:09    |  |
| 22.                                | "Les Poissons"                                        | René Auberjonois      | 1:33    |  |
| 23.                                | "Kiss the Girl" (Demo)                                | Ashman                | 1:05    |  |
| 24.                                | "Kiss the Girl" (Final)                               | Samuel E. Wright      | 1:37    |  |
| 25.                                | "Bedtime" (Final) (Score)                             |                       | 1:20    |  |
| 26.                                | "Wedding Announcement" (Final) (Score)                |                       | 2:16    |  |
| 27.                                | "Eric to the Rescue" (Final) (Score)                  |                       | 3:11    |  |
| 28.                                | "Part of Your World/Happy Ending" (Work Tape) (Final) | Menken, Disney Chorus | 2:34    |  |

| Disco 2 (Edição Especial) |                                                            |                  |         |  |
| N.º                       | Título                                                     | Interpretada por | Duração |  |
| 1.                        | "Kiss the Girl"                                            | Ashley Tisdale   |         |  |
| 2.                        | "Poor Unfortunate Souls"                                   | Jonas Brothers   | 2:29    |  |
| 3.                        | "Part of Your World"                                       | Jessica Simpson  | 3:29    |  |
| 4.                        | "Under the Sea"                                            | Raven-Symoné     | 3:16    |  |
| 5.                        | "Poor Unfortunate Souls" (Music Video) (Enhanced feature)  | Jonas Brothers   | 2:29    |  |
| 6.                        | "Making of "Kiss the Girl" Music Video" (Enhanced feature) | Ashley Tisdale   | 1:03    |  |

## Edição brasileira
O álbum foi lançado no Brasil pela primeira vez em 1998 pela Velas, Walt Disney Records e Eldorado. Foi relançado em 2003 pela Walt Disney Records e Warner Music Brasil. Ambas versões tiveram canções extraídas da segunda dublagem brasileira, de 1998.
Todas as letras escritas por Howard Ashman, versão em português por Telmo Perle Münch, todas as músicas compostas por Alan Menken.
| N.º | Título                                | Interpretada por  | Duração |  |
| 1.  | "Histórias do Mar"                    | Coro              | 1:41    |  |
| 2.  | "Músicas Principais" (Instrumental)   |                   | 1:26    |  |
| 3.  | "Fanfarra" (Instrumental)             |                   | 0:27    |  |
| 4.  | "Filhas de Tritão"                    | Coro              | 0:37    |  |
| 5.  | "Parte de seu Mundo"                  | Kiara Sasso       | 3:14    |  |
| 6.  | "Aqui no Mar"                         | André Filho       | 3:12    |  |
| 7.  | "Parte de seu Mundo" (Reprise)        | Kiara Sasso       | 2:15    |  |
| 8.  | "Pobres Corações Infelizes"           | Zezé Motta        | 4:49    |  |
| 9.  | "Les Poissons"                        | Telmo Perle Münch | 1:33    |  |
| 10. | "Beije a Moça"                        | André Filho       | 2:41    |  |
| 11. | "Fogos de Artifício" (Instrumental)   |                   | 0:38    |  |
| 12. | "Jiga" (Instrumental)                 |                   | 1:32    |  |
| 13. | "A Tempestade" (Instrumental)         |                   | 3:18    |  |
| 14. | "Destruição da Grota" (Instrumental)  |                   | 1:52    |  |
| 15. | "Restos do Naufrágio" (Instrumental)  |                   | 1:22    |  |
| 16. | "Visita ao Reino" (Instrumental)      |                   | 1:24    |  |
| 17. | "Hora de Dormir" (Instrumental)       |                   | 1:20    |  |
| 18. | "Anúncio de Casamento" (Instrumental) |                   | 2:16    |  |
| 19. | "Eric ao Resgate" (Instrumental)      |                   | 3:40    |  |
| 20. | "Final Feliz"                         | Coro              | 3:11    |  |

### Ficha técnica
Dados retirados do encarte do álbum.
- Produção Executiva - Renato López
- Versão em Português - Telmo Perle Münch
- Cantores - Quarteto em Cy, Nadia Daltro, Alfredo Liryo, Myrian Peracchi, Juliana Franco, Ronaldo Victório, Keleba Villela, Cidalia Castro, Simô, Kika Tristão, Célia Vaz, Jorge Jefferson, Gelson Ramos da Costa, Jayme Rocha, Márcia Coutinho, Eliomar Fernandes, Maurício Luz e Deco Fiori.
- Direção Musical - CYVA
- Gravação das Canções - Rob Filmes / Double Sound
- Técnico Responsável - Roberto Carvalho
- Mixagem - Gustavo Borner
- Masterização - Future Disc Systems

## Edição portuguesa
O álbum foi lançado em Portugal pela primeira vez em 1996 pela Walt Disney Records e Lusomundo. O álbum traz as versões da dublagem brasileira de 1989, com Gabriela Ferreira interpretando Ariel, embora os títulos do encarte estejam grafados em português lusitano. Com a ocasião do relançamento do filme nos cinemas em 1998 a animação foi redublada e uma nova trilha foi lançada, desta vez com as interpretações da dublagem portuguesa.
| N.º | Título                                     | Interpretada por | Duração |  |
| 1.  | "Nas Profundezas do Mar"                   | Coro             | 1:41    |  |
| 2.  | "Títulos Principais" (Instrumental)        |                  | 1:26    |  |
| 3.  | "Fanfarra" (Instrumental)                  |                  | 0:27    |  |
| 4.  | "As Filhas do Rei Tritão"                  | Coro             | 0:37    |  |
| 5.  | "Parte do teu Mundo"                       | Anabela Pires    | 3:14    |  |
| 6.  | "No Fundo do Mar"                          | Pedro Malagueta  | 3:12    |  |
| 7.  | "Parte do teu Mundo" (Repetição)           | Anabela Pires    | 2:15    |  |
| 8.  | "Pobres Almas Desgraçadas"                 | Xuxu             | 4:49    |  |
| 9.  | "Os Peixes"                                | Victor Rocha     | 1:33    |  |
| 10. | "Vai Beijar"                               | Pedro Malagueta  | 2:41    |  |
| 11. | "Fogo de Artifício" (Instrumental)         |                  | 0:38    |  |
| 12. | "Dança" (Instrumental)                     |                  | 1:32    |  |
| 13. | "A Tempestade" (Instrumental)              |                  | 3:18    |  |
| 14. | "A Destruição da Gruta" (Instrumental)     |                  | 1:52    |  |
| 15. | "Restos do Naufrágio" (Instrumental)       |                  | 1:22    |  |
| 16. | "Viagem pelo Reino" (Instrumental)         |                  | 1:24    |  |
| 17. | "Horas de Dormir" (Instrumental)           |                  | 1:20    |  |
| 18. | "Participação de Casamento" (Instrumental) |                  | 2:16    |  |
| 19. | "Eric, o Salvador" (Instrumental)          |                  | 3:40    |  |
| 20. | "Final Feliz"                              | Coro             | 3:11    |  |

## Certificações
| País                  | Certificação | Vendas/Cópias |
| --------------------- | ------------ | ------------- |
| Estados Unidos (RIAA) | 6× Platina   | 6.000.000     |